# Shirimatunda
Shirimatunda ist ein Verwaltungsbezirk (Ward) des Distrikts Moshi (MC) in der tansanischen Region Kilimandscharo.

## Geografie
Shirimatunda liegt im Nordosten von Tansania, im Westen der Regionshauptstadt Moshi. Die Grenze im Osten bildet der Fluss Karanga, im Süden die Eisenbahnlinie von Moshi nach Arusha.
Der Bezirk grenzt im Norden an Karanga, im Osten an Soweto und Korongoni, im Südosten in einem Punkt an Arusha Chini, im Süden an Kindi und im Westen an Msadani. Bei der Volkszählung 2022 lebten 8165 Menschen in 2233 Haushalten auf einer Fläche von 4 Quadratkilometern.

## Gliederung
Der Bezirk besteht aus zwei Stadtteilen (Mtaa):
- Kigongoni
- Bonite

## Wirtschaft und Infrastruktur
- Bildung: Im Bezirk gibt es zwei weiterführende Schulen.[8] Die Karanga Secondary School ist eine staatliche Schule, in der rund 300 Mädchen und Burschen bis zur 4. Stufe ausgebildet werden. Die Don Bosco Scondary School wird von den Salesianern geführt und bildet ebenfalls Mädchen und Burschen bis zur 4. Stufe aus.[9][10]
- Gesundheit: Das staatliche Shirimatunda Gesundheitszentrum versorgt Patienten ambulant.[11]